# Nowy Dwór w Kowarach

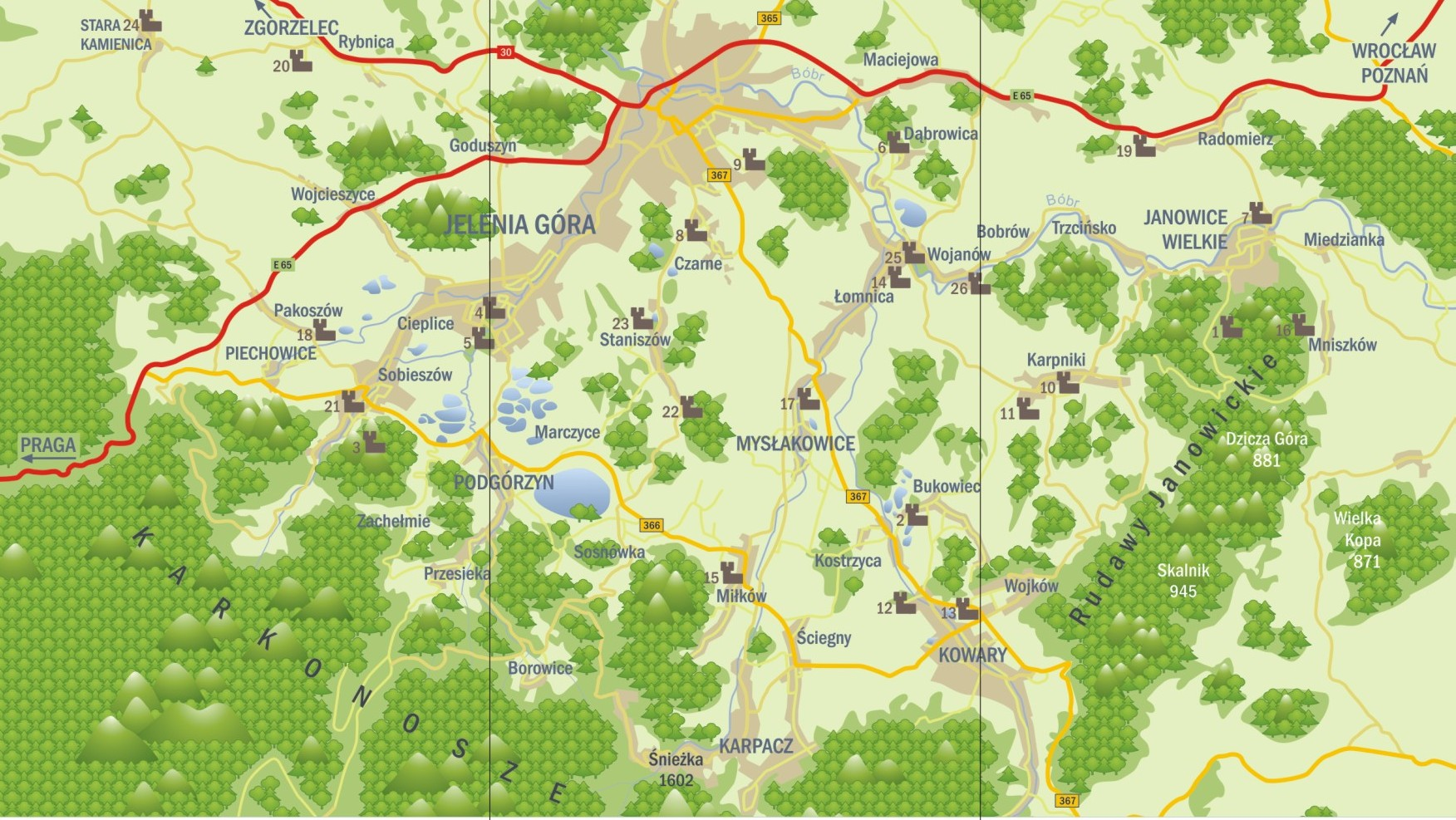
Dolina Pałaców i Ogrodów-mapa

Nowy Dwór w Kowarach – zabytkowy dwór z XVI-w. usytuowany na północ od centrum Kowar, w pobliżu obwodnicy miasta.

## Historia
Nowy Dwór w Kowarach zbudował w 1570 roku Caspar Schaffgotsch dla swojego syna. Do czasów wojny trzydziestoletniej majątek pozostawał w rękach rodu Schaffgotschów. Kiedy hrabia Hans Ulrich von Schaffgotsch popadł u cesarza w niełaskę i został stracony, rodzinie odebrano cały majątek. Dwór przekazano w roku 1634 hrabiemu Prokopowi Czernin von Chudenitz. Jego syn Hans Humprecht w II poł. XVII wieku po pożarze zlecił rozbudowę pałacu. Wdowę po nim w 1741 roku Fryderyk Wilhelm II przekonał do sprzedaży pałacu, by potem przekazać go miastu Kowary. Następnie Rada Miasta odsprzedała go w 1823 roku rodzinie Kopisch. W roku 1827 dobra te kupił Heinrich LXXIV von Reuss. Jego potomkowie przebudowali obiekt wielokrotnie nadając jej obecny wygląd. W 1913 dokonano kolejnych prac modernizacyjnych by z inicjatywy Feodory von Reuss, z domu księżniczki Sachsen-Meiningen – cierpiącej na porfirię prawnuczki brytyjskiej królowej Wiktorii (1819–1901) i wnuczki cesarza Niemiec Fryderyka III Hohenzollerna (1831–1888) – zlokalizować tu lazaret. W rękach Reussów dwór pozostał do końca II wojny światowej, po jej zakończeniu umieszczono w nim dom wczasowy, a później – Instytut Energii Jądrowej. Po upadku PRL-u stał się własnością prywatną dr n. med. Janiny Małgorzaty Pernak de Gast.

## Opis obiektu
Obiekt nosi cechy architektury późnorenesansowej z elementami neogotyckimi, neorenesansowymi. Dwór dwuskrzydłowy, na rzucie zbliżonym do litery „L”. Do krótszego skrzydła przylega 4-kondygnacyjna wieża. Bryła dworu rozczłonkowana, skrzydła 2- lub 3-kondygnacyjne, przekryte wysokimi dachami z ozdobnymi szczytami. Zachowały się renesansowe sklepienia i fascjowe obramienia okien, neorenesansowe stropy belkowe, dekoracje przybudówek o formach angielskiego gotyku.